# プロトデビルン
プロトデビルン (Protodeviln) は、テレビアニメ『マクロス7』および、その劇場版『マクロス7 銀河がオレを呼んでいる！』、『マクロスFB7 銀河流魂 オレノウタヲキケ！』に登場する架空の地球外生命体。
本項目ではプロトデビルンが劇中で引き起こす「バロータ戦役」、およびプロトデビルンが率いる「バロータ軍」についてもあわせて述べる。

## 設定概要
『マクロス7』において謎の敵勢力として登場する「バロータ軍」を指揮する存在。その正体は、この宇宙と同時に誕生した異次元宇宙「サブ・ユニバース」において紀元前100万年代に発生・進化した知的エネルギー生命体で、紀元前50万年代にこの宇宙の知的生命体プロトカルチャーによって創造された、巨人型戦闘兵士ゼントラーディよりも高位の生体兵器群「エビル・シリーズ」へと流入・憑依したものである。ゼントラーディの基幹艦隊を1体で全滅させ、惑星を破壊するほどの戦闘能力をもつ個体も存在するが、そのすべてがこの宇宙では生物の持つ精神エネルギー「スピリチア」を吸収することでしか生命を維持できない。プロトデビルンの出現によりプロトカルチャーは壊滅的な打撃を受け、絶滅へと追い込まれる。その際にプロトデビルンはすべて封印されたが、約50万年後の西暦2043年に眠りから目覚め、2045年から2046年にかけて地球発の第37次超長距離移民船団マクロス7とスピリチアを巡る戦いを繰り広げる（バロータ戦役）。
プロトデビルンの器となったエビルは全部で7種類・7体存在し、それぞれ異なる外見と能力を持つ。「エビル」はプロトカルチャーの言語で「アドバンスド（ゼントラーディ）・全領域活動可能・生体兵器」の頭字語とされ、ゼントラーディよりも上位の存在として設計されていたため、プロトカルチャー時代の戦いにおいてゼントラーディは当初より戦意を喪失したという。プロトデビルンに対する恐怖心は後世に生きるゼントラーディの遺伝子にも深く刻み込まれており、そのためにゼントラーディはプロトデビルンと接近、接触することで精神に変調をきたし、バロータ戦役中にはゼントラーディ系人種による事故や事件が多発する。
なお、「プロトデビルン」という名称はプロトカルチャー星間共和国によって名付けられたものであり、プロトデビルン自身がそのような呼称を用いる場面はない。劇中ではプロトデビルンのことは「悪魔のような存在」とされる。2016年に放映された『マクロスΔ』の文芸を担当した小太刀右京は、同作品に登場するウィンダミア人がもつ感覚器官「ルン」がプロトカルチャーの言語で「魂」という意味だということに関連して、プロトデビルンとは、プロトカルチャーの言語で「プロト」が「古い」、「デ」が否定を表す接頭辞、「ビ」が手を加えられた、「ルン」が「魂」を指し、「古き魂持たざる被造物」という意味だと推測されているとしている。

## 各個体
| 名前         | 名前         | 器となったエビル・シリーズの用途                                        | 声の出演                  | デザイン                                                       |
| ------------ | ------------ | ----------------------------------------------------------------------- | ------------------------- | -------------------------------------------------------------- |
| ゲペルニッチ | ゲペルニッチ | エビル・シリーズの指令ユニット兼 高次空間エネルギー変換・分配システム型 | 井上瑤                    | 美樹本晴彦（仮の姿・原案） 桂憲一郎（仮の姿） 宮武一貴（本体） |
| ギギル       | ギギル       | 強攻型近接格闘戦用ユニット                                              | 西村智博 （現・西村朋紘） | 美樹本晴彦（仮の姿・原案） 桂憲一郎（仮の姿） 宮武一貴（本体） |
| シビル       | シビル       | 潜入諜報活動破壊工作用                                                  | 中川亜紀子                | 美樹本晴彦（原案） 桂憲一郎                                    |
| ガビグラ     | ガビル       | 獣人型等身大戦術指揮用                                                  | 陶山章央                  | 美樹本晴彦（原案） 桂憲一郎                                    |
| ガビグラ     | グラビル     | 超大型多目的戦術格闘ビーム兵器                                          | なし                      | 宮武一貴                                                       |
| バルゴ       | バルゴ       | 生体戦術偵察ドローン指揮ユニット                                        | 高橋広樹                  | 宮武一貴                                                       |
| ゴラム       | ゴラム       | 多目的超光速戦闘トランスポーター                                        | 長谷有洋                  | 宮武一貴                                                       |
| ゾムド       | ゾムド       | 多目的超光速戦闘トランスポーター                                        | 五十嵐麗                  | 宮武一貴                                                       |

## 出現から封印まで
地球時間で紀元前50万年代に存在した宇宙で最初の知的生命体プロトカルチャーは、みずからが開発した巨人型生体兵器ゼントラーディやフォールド航法を使用した超光速宇宙船によって銀河全体に勢力を拡大し、プロトカルチャー暦 (P.C.) 2800年には星間共和国の統一にまで至った。
しかし、P.C.2860年に星間共和国内において内紛が勃発、やがて共和国を二分する大戦争へと発展した。その争いのなかでプロトカルチャーはP.C.2865年、先進科学惑星（のちに地球人類によってバロータ3198XEと名付けられる惑星系の第4惑星）においてゼントラーディよりも高位の新たな生体兵器「エビル・シリーズ」の開発を開始する。一時は動力源の問題が解決せず開発が中止されたものの、P.C.2868年、新たに発見された異次元宇宙サブ・ユニバースに充満する高エネルギーを動力源として供給するために遺伝子設計を変更、P.C.2871年にエビル・シリーズのテスト運用が開始される。しかし、その際に流入してきた意思を持つエネルギー生命体がエビルに憑依し、プロトカルチャーに対する攻撃を開始する。兵器としての想定を上回る絶大な戦闘能力に加え大規模なスピリチアの吸収、さらに先進科学惑星のプロトカルチャーやゼントラーディを精神制御し手先（のちに「監察軍」と呼称される存在）とすることで星間共和国に壊滅的な打撃を与えた。3か月後、星間共和国はこのエネルギー生命体に「プロトデビルン」と名付け、内戦を停止し全面対決を開始、プロトデビルンに操られたプロトカルチャーに対抗するため、ゼントラーディに施されていたプロトカルチャーへの手出しを禁じる基本命令を解除する。
P.C.2872年、プロトデビルンの出現から9か月程度でプロトカルチャーの85%以上の生命が失われ、一方プロトデビルンはあまりにもスピリチアを吸収しすぎたために銀河全体のスピリチア量が大きく減少し、食料を失い衰弱していった。その戦いのなかで「アニマスピリチア」と呼ばれる者たちがプロトデビルンの力に影響を与える存在であることが判明し、残存するほぼすべてのアニマスピリチアが投入され、プロトデビルンは先進科学惑星の特殊チャンバーに封印された。しかし、すでに星間共和国のネットワークは完全に崩壊しており、ゼントラーディへの基本命令を再発令することが不可能となっていたため、ゼントラーディの暴走を止めることができず、プロトカルチャーは絶滅していった。
以降50万年のあいだ封印され続けたプロトデビルンであるが、監察軍の残した宇宙艦（のちのSDF-1 マクロス）、そしてゼントラーディ人との接触（第一次星間大戦）を契機に銀河規模での繁殖を始めた地球人類の影響によってふたたび活動を開始することになる。

## バロータ戦役
プロトデビルンは西暦2045年3月から2046年2月にかけて地球文明圏とのあいだで戦闘を引き起こす。この一連の戦いはのちに「バロータ戦役」（または「対プロトデビルン戦」）と称される。

### 発端
西暦2025年、移民船団のひとつメガロード-13が銀河系中心付近で移民可能な惑星系を発見、バロータと命名し移民を開始する。2043年、統合軍の特務調査船団がバロータ3198XE第4惑星においてプロトカルチャーの遺跡を発見する。調査船団を指揮する地球統合軍本部幕僚イワーノ・ギュンター参謀は、みずからの手でプロトカルチャーの技術を解明するために地球の統合政府への報告を行わなかった。フィールド中和作業によって覚醒しつつあったプロトデビルンの頭目格ゲペルニッチは、ギュンターの肉体に意識のみを乗り移らせ、調査船団の乗組員を精神制御し指揮下に置いた（のちに統合軍によって「バロータ軍」と名付けられる）。この際、もう1体のプロトデビルン、ギギルも同じく、特務調査部隊を護衛するオートルマウワー大尉の肉体に意識のみ憑依し、ゲペルニッチの配下として活動する。分冊百科『マクロス・クロニクル』によると、さらに同星系に移民していたメガロード-13の乗組員も同様にバロータ軍に引き込んでいるとされる。

### 経過

#### 開戦 - 工作員の潜入
西暦2045年3月、バロータ軍は銀河の中心へと向かい航行する第37次超長距離移民船団マクロス7に対し攻撃を開始する。マクロス7を防衛する統合軍はスピリチア吸収という未知の攻撃手段によって苦戦を強いられることになる。そのとき、同船団で活動するロックバンド「Fire Bomber」のボーカリスト・熱気バサラが自分の歌を伝えるために戦場で歌いだす。バロータ軍はこの時点では歌に反応を示さないが、そのスピリチアがゲージに乱れを生じさせたことから「スピリチア異常コード・ツェー (C) 」と名づけ、一定の注目を寄せる。
ゲペルニッチはマクロス7船団への全面攻撃は行わせず、潜入工作員を送り込み船団に住む人類に対する調査・実験を命じる。その結果、人類は一度喪失したスピリチアをみずから再生する能力を持っていることが確認される。ゲペルニッチは50万年前の失敗を繰り返さないために、スピリチアの安定供給を目的として立案した「スピリチアファーム・プロジェクト」の実現を確信する。

#### シティ7漂流
5月、バロータ軍は計画実行のため住民の拉致を陽動として行い、その隙に旗艦マクロス7の居住区画シティ7のフォールドシステムを占拠し、戦闘区画の可変ステルス攻撃宇宙空母バトル7から切り離してフォールドさせる。シティ7市長ミリア・ファリーナ・ジーナスやバサラらの妨害によりバロータ軍の手に落ちることは免れるが、バサラの緊急避難的行為によりフォールドシステムが破壊され、長期にわたり宇宙空間での漂流を余儀なくされる。6月、シティ7において捕獲されたバロータ軍の捕虜が検査の結果地球人であることが判明、さらにバサラの歌に反応して断片的ながら意識を取り戻す。同じころ、マクロス7船団は独断で動いたギギル艦隊の襲撃を受け、バトル7が初のトランスフォーメーション（変形）を行い、これを撃退する。7月、ギギルの独断により覚醒したプロトデビルンの1体シビルがバサラと初遭遇、これを「アニマスピリチア」と認め、歌を聞いて異常な反応を示し撤退する。バサラに興味を抱いたシビルはゲペルニッチの指揮下を離れてシティ7内に潜入することになり、バサラへの接近を試みては、その歌に反応し撤退することを繰り返す。8月、シティ7は恒星α1101の重力圏内に捕まったところをバトル7に救出され、船団に復帰する。

#### 惑星ラクス戦
9月、バロータ兵やシビルの歌への反応に関する報告を受けた統合軍は、敵に歌を聞かせて撹乱することを目的とした民間協力隊「サウンドフォース」を編成し、バサラとバンドメンバーを軍の管轄下に置く。一方、シビルはバサラとの接触によりシティ7の植物プラントで眠りにつき、シビルを見失ったという報告を受けたギギルはバロータ軍を離れ、シティ7に潜入する。同月、バロータ軍は新たな戦力確保とスピリチアファーム・プロジェクトの一環として、惑星ラクス（バロータ軍における呼称は「惑星ゲーゲーテー (GGT) 」）を発見し着水したマクロス5船団を襲撃する。さらに同惑星でスピリチアファーム・プロジェクトを実現させるべく、マクロス5船団の招待を受け同惑星に立ち寄ったマクロス7船団をバロータ軍の主力艦隊で取り囲む。その際ゲペルニッチはバサラがアニマスピリチアであることを確認する。マクロス7船団は多大な損傷を受け脱出不能となり、しばらくのあいだラクス滞在を余儀なくされる。
その後、グラビル、ガビル、バルゴといったプロトデビルンが立て続けに目覚め、マクロス7船団を襲撃するが、サウンドフォースは歌のエネルギーについて独自に研究していた軍医、Dr.千葉によって新たに開発された歌エネルギー変換ユニットとサウンドエナジーシステム、サウンドブースターを装備し、プロトデビルンを次々と撃退する。11月、統合軍は休眠状態にあるシビルの捕獲に成功するが、彼女を目覚めさせようとしていたギギルとバサラの介入により眠ったまま飛び去る。自分の歌を伝えたいと願っていたバサラはその結果に満足せず、一時的に船団を離れ放浪する。
12月、バサラとギギルの歌の力によってシビルが覚醒する。それとともに惑星ラクス上にプロトカルチャーの遺跡が出現し、統合軍の調査によってプロトカルチャーの歴史とプロトデビルンの正体などの情報がもたらされるが、アニマスピリチアの情報が提供される前にプロトデビルンによって遺跡は破壊される。それからほどなくして、ゲペルニッチはスピリチアファーム完成のため惑星ラクスを大艦隊で包囲してマクロス7船団の動きを封じ、同時にアニマスピリチアとの接触で影響を受けつつあったシビルとギギルに対し何らかの危機感を抱き抹殺を命じる。しかし、バサラの歌の影響を最も強く受けていたギギルがシビルを守るために本体を目覚めさせ、惑星ラクスを破壊し、みずからも消滅する。フォールドを妨害していたバルゴも巻き込まれて消滅し、マクロス7船団は海上からの直接フォールドにより、犠牲を出しながらも脱出に成功する。プロトデビルン側はスピリチアファームとするはずだった惑星を失い、計画の練り直しを迫られる。

#### オペレーション・スターゲイザー - 最終戦
その後もプロトデビルンは計画実現に必要なアニマスピリチア（バサラ）を捕獲するため、幾度もマクロス7船団を襲撃する。惑星ラクス消滅以来、一般市民の間には不安が広まり、統合軍内部では銀河条約により封印された反応兵器の実戦使用が検討されはじめる。2046年1月、サウンドフォースによるプロトデビルン捕獲作戦が実行され、これに対しガビルとグラビルは本来の姿「ガビグラ」となって攻勢に転じるが、単独で行動するシビルの介入を受け撤退する。
2月、報告を受けた地球の統合軍本部は反応兵器の使用を許可し、マクロス7船団のみでプロトデビルンの本拠地を壊滅するよう命じる。事実上捨て駒となったマクロス7は、船団長マクシミリアン・ジーナスが立案・指揮する少数精鋭による奇襲作戦「オペレーション・スターゲイザー」を敢行するが、プロトデビルンの殲滅には失敗する。
戦役の最終局面、新たに覚醒したゴラムとゾムドがマクロス7船団を襲撃する。その際、バサラは自身の救援に現れ消耗しきったシビルにスピリチアを与え、危篤状態に陥る。悲しみの感情を抱いたシビルはゲペルニッチに対し吸収したアニマスピリチアを放射するが、逆にチャンバーに封印される。その際にゲペルニッチの本体が目覚めはじめ、のちにゴラムとゾムドが奪取した海洋リゾート艦リビエラからスピリチアを奪い完全な覚醒を始める。マクロス7側はゲペルニッチの行動を封じるためバトル7が第4惑星にフォールド、「サウンドバスター作戦」を決行するが、結果的にゲペルニッチの暴走を招くことになる。バトル7は沈み、マクロス7船団の艦船すべてが第4惑星に強制フォールドされ、ゲペルニッチはそこからスピリチアを奪いはじめるが、反応弾による攻撃を受けてその暴走はスピリチアを無限に吸収し続ける不可逆的な段階に達し、銀河の生命は死滅の危機に陥る。しかし、奇跡的に復活を遂げたバサラの歌の影響を受け、みずから歌うという行動に出ることで、プロトデビルンはスピリチア自己再生種族へと進化する。生存し、スピリチアの吸収が不要になったゲペルニッチ、シビル、ガビグラの3体は、人類との交戦理由が消滅したことによって銀河を去り、戦役は終結する。

### 戦後
最終戦におけるマクロス7船団の被害は大きく、1年後を描いた『マクロス ダイナマイト7』においても再建途中のバトル7や、修理中の工場艦スリースターなどが描かれている。
バロータ戦役の顛末が作品世界においてどのように捉えられているか詳しくは語られないが、『ダイナマイト7』第3話においては、惑星ゾラのパトロール隊員ライザ・ホイリーが「サウンドフォースが歌の力でプロトデビルンを封印した」という、『マクロス7』で描かれた結末とは異なる解釈を示し、バサラがそれを否定する場面がある。
2059年のマクロス・フロンティア船団を舞台とする『マクロスFB7 銀河流魂 オレノウタヲキケ！』では、サウンドフォースがプロトデビルンを撃退したという情報以外はほとんど伝わっておらず、Fire Bomberのファンであるオズマ・リーですら、サウンドフォース結成前の戦場におけるバサラの行為や、戦役の結末についてまったく知らないという描写となっている。同作品においては怪鳥（声 - 陶山章央、デザイン - 森木靖泰）がオズマや、バサラへのリスペクトを表明している歌手、シェリル・ノームのもとに現れて戦役の実態を記録したVHSのビデオテープを届け、最後にはガビルの姿となり船団を去ってゆくさまが描かれる。

## バロータ軍
プロトデビルンによって率いられ、2045年にマクロス7を襲撃する軍隊の統合軍における呼称。

### バロータ兵
バロータ軍を構成する兵士のこと。彼らはすべてヘルメット内部に取り付けられた特殊な音波を発する装置によって精神制御され、プロトデビルンに従わされた地球人もしくはゼントラーディ人である。おもにスピリチアの収集や、収集対象（バロータ軍においては「サンプル」と呼称）の調査を任務とする。本来の意識を失っており感情は表さず、事務的な口調でしか話さない。兵士のなかでも序列はあり、少なくとも部隊を率いる隊長の存在が描かれている。また、あらかじめ下された命令の範囲内であれば、各自の判断で行動することも可能である。地球の言語ともゼントラーディ語とも異なる文字を用いており、いかなる言語で話しているのかは不明であるが、バロータ軍における呼称のなかではしばしばドイツ語アルファベットが使用される。
バロータ星系由来の兵士
2043年にバロータ3198XE第4惑星の調査に入った軍人（『マクロス・クロニクル』によればメガロード-13の乗組員を含む）に精神制御を施した兵士。ゲペルニッチの命によりスピリチアの収集、戦闘、破壊活動を行うと同時に、マクロス7内部にも送り込まれ、対象の調査、実験等を行う。市街地に潜入する際は全員同じ髪型で黒いロングコートをまとい、スピリチアレベル計測用のバイザーとスピリチア吸収ビーム発射装置を内蔵したマスクを身につける。潜入した兵士によるスピリチアの吸収が相次ぎ、その被害者がまるで吸血鬼に襲われたような虚脱状態に陥ることから、この存在が市民の間で「バンパイア」と呼ばれ、恐れられる。マクロス5に対する徴兵作業のあとは、姿が見られなくなる。
マクロス5船団由来の兵士
惑星ラクスを発見、着水したマクロス5船団（バロータ軍における呼称は「船団コード・エーゲーエフ (EGF) 」）を襲撃し、生き残った軍人に精神制御を施した兵士。『マクロス7』第30話より登場し、指揮権をガビルに与えられる。プロトデビルンに対しては有効なサウンドウェーブ（歌エネルギー）がミサイル等には無力であることに気づいたガビルにより、サウンドフォースへの対抗手段として用いられるが、同隊の発するサウンドビームを直接照射されることで兵士の精神制御が瞬時に無効化されるという事態が発生する。のちに精神制御の強化（第32話、第39話）、無人操縦システムの導入（第40話）などが図られるも、いずれも戦果をあげられずに終わる。

### 兵器

#### 艦艇
バロータ軍はゲペルニッチが乗る約4,000m級の「艦隊旗艦宇宙空母」を中核とした艦隊を構成しており、そこを拠点に活動する。所属する各艦は地球の艦艇を改造したものとされる。その規模について、劇中では統合軍側が把握する戦艦の数が「7万」と言及される。後年に発売された『マクロス・クロニクル』において各艦と可変機の推定配備数が記されているが、その総数は「7万」に遠く及ばないものとなっている。『マクロス・クロニクル』の別シートにおいては、マクロス5船団を取り込み規模を拡大したとされている。
艦艇デザインはいずれも宮武一貴が手掛けている。各艦は敵味方でデザインを明確に区別するという宮武のコンセプトのもとに、「綾織」のラインを取り込んでいる。艦艇が共通して持つ放熱板は帆、あるいはガレー船の櫂をイメージしている。艦隊旗艦宇宙空母は正面から見たときに鬼の面に見えるデザインとなっている。
以下に挙げる艦種名は『マクロス7 アニメーション資料集』（小学館、1995年、180 - 190頁）の表記に従う。資料によっては異なる表記も見られる。
艦隊旗艦宇宙空母（ゲペルニッチ艦）
全長 - 4,320m / 運用質量 - 3億2,000万t / 艦載機 - 400機から500機程度 / 推定配備数 - 1隻
U字型の形状を有するバロータ軍の艦隊旗艦。本来はゼントラーディ軍基幹艦隊に対抗するため建造された。中央部はブリッジおよび主砲、副砲、大型ミサイルランチャー、左右の前方に突き出した部分はドック、艦載機の格納、射出に用いられる。
突撃艦（ギギル艦）
全長 - 864m / 運用質量 - 60万t / 艦載機 - 60機から80機程度 / 推定配備数 - 12隻
武装や装甲が強化された中小規模艦隊指揮用の大型艦。艦首は艦載機の発進口となっており、艦体前半上部に大規模センサー「イージス・ヘッド」、両側面に大口径砲を装備している。
『THIS IS ANIMATION Special マクロス7』では「査察・臨検艦」とされている。
標準戦列戦艦
全長 - 600m / 運用質量 - 18万t / 艦載機 - 30機から40機程度 / 推定配備数 - 57隻
バロータ軍の主力戦艦。ステルス性向上のためカタパルト等はスライド式に収納するタイプとなっており、上部甲板には戦闘機用カタパルト4基、底部にはミサイル弾倉が装備されている。艦体両側面のビーム砲は偏向フィールドによりビームを湾曲させて照準するタイプで、これは艦隊旗艦宇宙空母を除くバロータ軍の艦艇すべてに共通している。艦体後半部はエンジン区画、格納庫となっている。
高速遊撃巡宙艦
全長 - 366m / 運用質量 - 3万2,500t / 艦載機 - 12機から16機程度 / 推定配備数 - 92隻
各種エンジン、前面装甲、装備が強化された遊撃、攪乱、強行突撃用の艦。
『THIS IS ANIMATION Special マクロス7』では「高速遊撃戦艦」とされている。
新鋭巨大空母
全長 - 1,356m / 運用質量 - 250万t / 艦載機 - 60機から200機程度 / 推定配備数 - 3隻
開閉式大型カタパルトを両舷に4基ずつ備えた新型空母。艦首ブリッジの後方にはミサイルランチャーを装備している。
バトロイド大型輸送母艦
全長 - 684m / 運用質量 - 19万5,000t / 艦載機 - 自艦防衛用として3機から5機程度、貨物としては100機程度 / 推定配備数 - 43隻
バトロイド輸送用の母艦。支援空母にもなり、艦体後半部にスライド式カタパルト、前半部にミサイル弾倉を装備している。
前衛フリゲート艦
全長 - 168m / 運用質量 - 1500t / 艦載機 - 2機（最大3機） / 推定配備数 - 294隻
多彩な目的に運用される小型戦闘艦。両舷に高機動連射ミサイルランチャー、底部に大型対艦ミサイルを装備している。
このほか、『THIS IS ANIMATION Special マクロス7』には「バトルスーツ母艦」の設定画が掲載されている。

#### 可変戦闘機
バロータ軍が使用する可変戦闘機（可変攻撃機、可変戦闘爆撃機を含む）は、いずれも統合軍に配備された機体を改造したものと推定されるという設定である。それぞれバトロイド形態の頭部にスピリチア吸収ビーム発射装置が取り付けられている。推定配備数は艦艇同様『マクロス・クロニクル』による。
シリーズ前半に登場する可変戦闘機「エルガーゾルン」のバトロイド（人型ロボット）形態、シリーズ後半に登場する可変攻撃機「パンツァーゾルン」は宮武一貴の、エルガーゾルンのファイター（戦闘機）、ガウォーク（中間）形態、シリーズ後半に登場する可変戦闘爆撃機「ザウバーゲラン」は河森正治のデザインによるもの。エルガーゾルンのデザインは『天空のエスカフローネ』の原案となった企画「空中騎行戦記」の機体が原型になっている。
Fz-109 エルガーゾルン
初期の主力可変戦闘機。一般兵用のFz-109Aと指揮官用のFz-109Fが存在する。F型はギギル専用機。バロータ星系に配備されていた可変戦闘機VF-14を改造したものと推定される機体。推定配備数は7,652機。

Az-130 パンツァーゾルン
エルガーゾルンに代わり配備される可変攻撃機。一般兵が搭乗するAz-130Aのみ登場する。マクロス5に配備されていた可変攻撃機VA-14を改造したものと推定される機体。推定配備数は1,240機。

FBz-99 ザウバーゲラン

2042年より配備が開始され、マクロス5船団に搭載されていたゼントラーディパイロット仕様の可変攻撃爆撃機VAB-2Dを改造したものと推定される大型可変戦闘爆撃機。劇中にはガビルが搭乗するFBz-99Gのみが登場し、おもにパンツァーゾルン部隊の指揮官機として運用される。推定配備数は72機。
両翼部分にエンジンと大型インテークを備え、その周囲に各種ビーム砲やミサイルランチャーを多数備えた重武装の機体で、さらに6基のハードポイントには60t超の追加兵装を装備できる。戦闘爆撃機形態と重バトロイド形態に変形し、ガウォーク形態はとらない。重バトロイド形態への変形時はエンジン部分と両翼部分が肩部をなし、底部のパルスレーザー砲が腕部となり、戦闘爆撃機形態では収納されているロータリーミサイルランチャーは露出された状態で胴体部分に現れる。パルスレーザー砲は重バトロイド形態でも使用可能で、人の手の形をしたマニピュレーターではなく3本のクローが展開されるため、エルガーゾルンやパンツァーゾルンのようなガンポッドは装備しない。エンジン後方のメインノズルは重バトロイド形態への変形時には80度下方へ向き、VTOL噴射も可能になる。
コクピット後方（重バトロイド形態時は頭部の角状の部分）に装備されたスピリチアスパーク砲は、パイロットのガビルがもつスピリチアエネルギーをエネルギー光弾に変えて発射する武器で、威力は高いが発射回数には限度がある。
横幅の広い全翼機のためコクピット内のスペースも広く、内部には脳波センサーが備えられ、プロトデビルンの弱点であるサウンドフォースのサウンドウェーブを反転消去、無効化するシステムも搭載されている。パイロットのガビルは身体に多数のサイバーコードを接続し、額の触角を機体に繋いだ状態で操縦する。